# Coeducação
A coeducação, também conhecida como educação mista ou ensino misto, é a designação dada aos modelos educativos em que, pelo menos do ponto de vista organizativo, não é tido em conta o sexo (género) do educando ou educanda na determinação do percurso escolar e académico. Os modelos coeducacionais tiveram um rápido avanço nos últimos decénios, em parte devido à aceitação da premissa de que esses modelos podiam facilitar a igualdade de oportunidades entre géneros.